# Estudios Demográficos y Urbanos (revista científica)
Estudios Demográficos y Urbanos es una revista científica  de ciencias sociales, de publicación continua, especializada en demografía, estudios urbanos y estudios ambientales de América Latina. Creada en 1986, es editada por el Centro de Estudios Demográficos, Urbanos y Ambientales de El Colegio de México, usa un modelo de doble ciego para su revisión por pares y sus contenidos son de acceso abierto. Tampoco cobra a los autores por recepción y procesamiento de textos, por lo que pertenece a las publicaciones de acceso abierto. Desde 2025 es dirigida por Víctor M. García Guerrero.

## Historia
Estudios Demográficos y Urbanos empezó a editarse en 1986. Tiene como antecedente la revista Demografía y Economía (1967-1984), que también antecedió a la revista Estudios Económicos. Estudios Demográficos y Urbanos y Estudios Económicos forman parte de las revistas científicas que aparecieron después de la ampliación de la estructura institucional y profesionalización de las ciencias sociales en la Ciudad de México, ocurrida en las décadas de los sesenta y setenta.

## Directores/as
La dirección de Estudios Demográficos y Urbanos ha sido asumida por las siguientes personas:
1. Martha Schteingart, de 1986 a 1990.
2. Crescencio Ruiz, de 1990 a 1991.
3. Beatriz Figueroa, de 1991 a 1999.
4. José Luis Lezama, de 1999 a 2001.
5. Clara Eugenia Salazar Cruz, de 2001 a 2003.
6. Manuel Ángel Castillo, de 2004 a 2021.
7. Clara Eugenia Salazar Cruz, de 2021 a julio de 2024.
8. Jéssica Natalia Nájera Aguirre, de agosto de 2024 a diciembre de 2024.
9. Víctor M. García Guerrero, de enero de 2025 a la fecha.

## Índices e impacto
Estudios Demográficos y Urbanos se encuentra indizada en JSTOR, Redalyc, Gale: Informe Académico, SCImago Journal Rank, entre otros. De acuerdo con el ranking Redib 2020, la revista se encuentra en Q2 en la categoría de demografía; mientras que en el ranking de SCImago, basado en Scopus, se encuentra en Q3 en las categorías de demografía y estudios urbanos.